# La danza della vita (Munch)
La danza della vita è un dipinto del pittore norvegese Edvard Munch, realizzato tra il 1899 e il 1900 e conservato alla Nasjonalgalleriet di Oslo.

## Storia
Il dipinto occupava la parte centrale del Fregio della vita, l’ambiziosa opera alla quale Munch cominciò a lavorare a partire dal 1886. Il Fregio della vita fu esposto per la prima volta a Berlino nel 1902, ma, essendo stato concepito come “opera aperta”, subì numerose variazioni fino al 1918. 
Secondo l’artista, l’opera doveva comprendere tutti gli aspetti della vita umana ed era, infatti, suddivisa in quattro ambiti tematici: nascita dell’amore, sviluppo e dissoluzione dell’amore, angoscia di vivere e morte.
 
L’idea del fregio come 
(Strindberg)
 è tipicamente simbolista: ne è un celebre esempio il Fregio di Beethoven di Klimt.
Il Fregio della vita mette, inoltre, in evidenza l’influenza esercitata da Gauguin su Munch, proprio per il fatto che l’opera del pittore norvegese sembra riecheggiare "Da dove veniamo? Chi siamo? Dove andiamo?”, con la differenza che, mentre Gauguin racchiude in un’unica opera immagini che riflettono su tela il mistero della vita, il quadro di Munch nasce come opera aperta ed ammette integrazioni e modifiche nel suo percorso.

## Descrizione
La danza della vita è ambientata durante la notte di San Giovanni (23 giugno), considerata tradizionalmente in Norvegia come la notte delle streghe e festeggiata con feste e balli nei prati.
Lo scenario adottato dall’artista è tipico di tutti i dipinti che costituivano il Fregio della vita: la scena è ambientata in un enorme prato verde che scende verso il mare, nel quale si riflette la luna.
Il tema affrontato nel dipinto sembra intrecciarsi con le vicende biografiche di Munch, come lui stesso ricorda: 
(Edvard Munch)
I personaggi che occupano il centro della tela personificano Tulla Larsen e Gunar Heiberg, il pittore di mediocre talento che la donna sposò dopo essere stata lasciata da Munch. 
La figura di Tulla appare moltiplicata tre volte, secondo lo schema che l’artista aveva già adottato nel dipinto Donna in tre fasi, dove la donna è 
(Edvard Munch)
 e che viene ripreso nella danza della vita: la fanciulla in abito bianco, che occupa la parte sinistra della tela, rappresenta la fiducia verso la vita, la purezza e l’illusione amorosa; la figura femminile centrale, che indossa un abito rosso, personifica, invece, la tentazione, la quale, ammaliando il suo compagno di danza, lo trascina nel vortice della passione amorosa; la donna in nero, sulla destra del quadro, è l’esclusa, simbolo anche del lutto e della morte, che osserva, con uno sguardo muto e tragico, la felicità delle altre coppie danzanti, consapevole del suo carattere illusorio ed effimero. Le due figure femminili che si trovano ai poli del dipinto incarnano, infatti, la Speranza ed il Dolore, che sono inizio e fine, secondo l’artista, di ogni relazione e sorvegliano l’andamento della danza.

La figura maschile in primo piano, nella quale si cela l’alter ego dell’artista, appare come imprigionata nella veste rossa dell’abito della compagna, anche se i due protagonisti sembrano tenersi a distanza più che fondersi nella danza, aspetto che viene ribadito anche dalla netta linea di contorno che isola ogni figura dalle altre. Il clima festoso, che solitamente accompagna una notte estiva, viene interpretato da Munch come una danza sconcertante: gli sguardi delle coppie, impegnate in un ballo vorticoso che si sviluppa su tutta la superficie del quadro, sono fissi, come allucinati. Proprio questa mancanza di espressione dei volti, che costituisce un tratto caratteristico dello stile dell’artista, contribuisce a rendere l’atmosfera disorientante, come appunta il pittore stesso in uno dei suo diari: 
(Edvard Munch)
Lo sfondo del dipinto è, infatti, occupato da una serie di coppie danzanti che si abbandonano al piacere di una notte estiva, ammaliate dal magnetismo erotico della colonna lunare, simbolo del sesso, che distingue nettamente il confine dell’orizzonte. Sul lato destro del quadro risalta, inoltre, la faccia di uomo rivolto verso l’osservatore, che appare come irrigidito nell’estasi e i cui lineamenti ricordano le grottesche figure rappresentate da Ensor.   
Per Munch, l’amore non vince sulla malattia, sulla follia o sulla morte, rappresenta, invece, la forza più distruttiva di tutte ed è incarnato dalla donna. La danza della vita mette in scena la parabola della vita e della morte, che accompagna la vita di ognuno.